# 閩光書院
閩光書院（英語：Amoy College）是一所已停辦的基督教私立男女子中學。校舍位於香港九龍靠背壟天光道14號，於1957年由九龍閩南中華基督教會創立。政府於2000年起逐步停止向私校買位，該校於2000年後改辦成私立的高中學校。隨後香港教育制度實施三三四學制，於2014年暫時停辦中學，並在2018年原址開辦幼稚園部。

## 校政管理
歷任校監
- 1957年至？：陳能方 先生[2]
- 簡賜福 牧師[3]

歷任校長
- 鄭路得 先生（小學部）[3]
- 1957年至？：陳能方 先生[4]
- 鄭毓瑲 先生（中學部）[5]
- 吳毓輝 先生（中學部）[3]
- ？至2014年：戴漢生 先生[6]（中學部）

歷任副校長
- 吳毓輝 先生（中學部）[5]

## 歷史
閩光書院的歷史可追溯至1950年代的中國大陸，由於中华人民共和国成立后，福建與台灣只有一海之隔，社會動蕩不安。當時，大量福建人逃往香港。部分福建人在九龍城設立教會，以便居港的福建人前往聚會。
於1950年代，「九龍閩南中華基督教會」有見區內中學學位不足，便興起了辦學念頭，於是向香港政府申請辦學，獲港府以象徵式一港元在九龍何文田天光道撥增地皮4萬多平方呎，於1955年12月4日動工興工，至1957年9月率先建成8間課室，開辦上下午英文小學，1958年7月7日復建大禮堂一座。於1959年11月28日落成舉行獻堂典禮，1967年3月增建二、三樓，課室10間，兩大理化實驗室，9月開辦英文中學，初時只有中一三班，中二一班；後逐年增辦至中七。再逐步停辦小學和初中。學校現時的校舍為1975年加建後的外貌。
政府於2000年起逐步停止向私立學校買位，該校於2001年起由當時少數剩餘的買位中學之一改辦成高中學校。學校未轉型前是沒有與政府簽約的買位中學。但隨後三三四高中教育改革推行，該校因無法適應變化，於2014年暫時停辦中學，而向教育局申辦幼稚園及其他專科課程。

### 幼稚園
2018年9月起，九龍閩南中華基督教會正式在原址開辦閩光書院幼稚園部。
該校已於2020年9月加入幼稚園教育計劃，接受政府資助。設有：幼兒班（K1）、低班（K2）、高班（K3）上午班及全日班。

## 辦學宗旨
閩光書院為基督教學校，本著基督精神，配合時代的需要，向學生提供良好學習環境及優質的教育，期望學生在德、智、體、群、美五育均衡的發展，更在靈育上得著造就，生活有更遠大目標，生命更加豐盛。 

## 校訓
你們顯在這世代中，要好像明光照耀。

## 設施
閩光書院共有24間課室，9間特別室，包括禮堂、圖書館、各科學實驗室、視聽室和電腦室。另有籃球場和花園各一個。

## 課外活動
設有學生會及各個學會包括中文學會、英文學會、數學學會、歷史學會、經濟學會、科學學會、棋藝學會、體育學會、環保學會、社會服務團、地理學會、演藝學會、旅行學會及圖書館學會。還有由劉兆倫爵士創辦的集郵學會。

## 著名/傑出校友
- 邰正宵：香港男歌手（1970年代初中）
- 劉浩良：香港導演及編劇
- 司徒永富：鴻福堂集團執行董事[10]
- 宋本中：香港電影工作者（1990年代初中）
- 翁浩岸：前救世軍卜維廉中學校長（1972年中五）[11]
- 袁潔儀：香港女藝人[12]
- 丘堅輝：印尼萬隆市市長

## 外部連結
- 閩光書院舊網站（已失效）
- 九龍閩南中華基督教會 （页面存档备份，存于）
- 閩光書院幼稚園部 （页面存档备份，存于）